# Ausfallmuster
Als Ausfallmuster wird ein Werbemittel bezeichnet, das in Einzelanfertigung mit dem gewünschten Werbedruck versehen wird. So hat der Kunde ein genaues Bild vom Aussehen des fertigen Produktes und kann dieses zur Produktion freigeben. 
Da für ein Ausfallmuster beispielsweise die Druckformen wie für den Seriendruck hergestellt werden müssen und so die vollen Kosten anfallen, ist das Ausfallmuster meistens recht teuer.
Der Begriff wird mit der gleichen Bedeutung (Erstmuster aus der endgültigen Form) bei der Fertigung von Druck- und Spritzgussteilen verwendet.